# Mauro Roman
Mauro Roman Euro (Trieste, 27 marzo 1954) è un cavaliere italiano, vincitore di una medaglia d'argento nel concorso completo a squadre di equitazione ai Giochi olimpici di Mosca 1980.

## Biografia
Fratello di Federico Roman, anch'egli componente della squadra medaglia d'argento a Mosca 1980, che fu anche medaglia d'oro nella gara individuale.

## Carriera
In aggiunta alla medaglia d'argento conquistata con la squadra, alle Olimpiadi di Mosca 1980 si classifico all'8º posto nella gara individuale di completo.

## Palmarès
| Anno | Manifestazione  | Sede  | Evento                      | Risultato |
| ---- | --------------- | ----- | --------------------------- | --------- |
| 1980 | Giochi olimpici | Mosca | Concorso completo a squadre | Argento   |